# Принцеса Шікіші
Принцеса Шікіші або Шьокуші (式子内親王, Шікіші/Шьокуші найшінно) (1149 — 1 березня 1201) — японська поетка, яка жила в кінці періоду Хейан та на початку періоду Камакура. Третя дочка імператора Ґо-Шіракава.
Точні дати її життя не відомі, але заведено вважати, що принцеса Шікіші народилася у 1149 році і померла у 1201-му. У 1159 році святилище Камо обрало її на посаду головної жриці (斎院, сайїн). Вона жила поблизу столиці у власному палаці й мала багато прислуги, але була віддалена від родини і мало спілкувалася з оточуючим світом. Також принцесі було заборонено одружуватися. Шікіші служила протягом десяти років, поки не захворіла і не була змушена покинути святилище у 1169 році. Вона боролася з кількома серйозними недугами впродовж свого життя, зокрема, можливо, і раком грудей.
Близько 1181 року Шікіші познайомилася з Фуджіварою но Тошінарі, разом із яким могла навчатися, та завела дружбу з його сином Тейка, який також був поетом. У своєму щоденнику Тейка робив записи про візити до Шікіші, із занепокоєнням відзначаючи погіршення її здоров'я.
У 1190-х роках Шікіші стала буддійською черницею течії Вчення Чистої Землі і взяла собі ім'я Шьоньохо (承如法). Пізніше з'явилися чутки, що вона прокляла двох відомих жінок. Один із цих випадків навіть був пов'язаний із заколотом проти влади. Дехто вважає, що саме це спонукало Шікіші стати черницею, адже дозволяло уникнути покарання.
У 1200 році Шікіші стала прийомною матір'ю майбутнього імператора Джюнтоку. Цього ж року, будучи вже дуже хворою, вона написала сто віршів для збірки поезії, яку спонсорував її племінник, імператор Ґо-Тоба. Взагалі її вірші входять до складу 15 із 21 імператорської антології. Фуджівара но Тошінарі включив дев'ять віршів Шікіші в антологію «Сендзай вака-шю». А у збірку «Шін кокін вака-шю», яка вийшла вже після смерті поетки, увійшло 49 її віршів.